# Convento di San Pietro in Colle
Il convento di San Pietro in Colle è un monastero degli inizi dell'XI secolo che si trova sulla cima del colle di San Pietro nel comune di Rezzato in provincia di Brescia. È stato anche sede parrocchiale e dal XX secolo  è sede della comunità e della casa di accoglienza dei padri francescani.

## Storia
Il monastero fu costruito nel 1008 grazie alla donazione del vescovo di Brescia Landolfo II. Rimase monastero benedettino fino al 1299, quando divenne chiesa parrocchiale. La parrocchia venne trasferita attorno al 1460, e nella seconda metà del XVI secolo il convento passò ai frati cappuccini.
Nel 1798 subì la soppressione di tutte le istituzioni religiose da parte della Repubblica Francese e  fu ripristinato solo nel 1836 grazie a monsignor Ferrari. Dopo un'ulteriore chiusura ad opera del governo italiano, venne poi ripristinato definitivamente nel 1869.

## Architetture
Sulla cima della collina una grossa croce bianca di marmo di Botticino indica l'inizio dell'area occupata dal convento. Vicino alla croce si trova la recinzione dell'orto dei frati, mentre lungo il lato sinistro si incontrano prima la portineria, situata nell'androne, e infine la facciata della chiesa di San Pietro. Su una delle facciate esterne del monastero si trova la croce di legno originale che un tempo ergeva fuori dalla zona al posto di quella di marmo. L'intero edificio si trova in una posizione strategica, dominando la valle di Rezzato.

### Convento
Il chiostro del convento presenta su ogni lato otto pilastri di pietra. Inizialmente adibito a giardino, venne poi lastricato all'inizio del Novecento. La statua di San Francesco, opera di padre Nazareno Panzeri si trova in una delle aiuole. Lungo il lato est si trova l'ampio refettorio, mentre al piano superiore si trovano le celle e le quattro ampie sale della biblioteca che conserva antichi manoscritti. L'ala del noviziato fu costruita poi tra il 1928 e il 1929, oggi utilizzata invece come casa di accoglienza.
Il chiostro è stato restaurato nel 2001.

### Chiesa di San Pietro
La prima chiesa del convento venne costruita nel 1008, subendo nel corso dei secoli numerose trasformazioni. Nel XVIII secolo avvennero le modifiche strutturali più importanti: la chiesa originale fu ricostruita tra il 1734 e il 1739 e venne consacrata nel 1743.
La facciata dell'edificio è volta ad ovest, decorata da una finestra rettangolare che sovrasta l'entrata.  All'esterno oltre l'abside si trova il campanile alto 15,25 m.
La struttura della chiesa è nello stile proprio dei cappuccini, con un'unica navata coperta a volte e due cappelle laterali, dedicate una a Sant'Antonio da Padova e l'altra a San Serafino.
L'altare maggiore fu in seguito liberato dalle pareti che lo dividevano dal coro, dove furono posti dei sedili in legno intagliato.
Quattro grandi quadri decorano le pareti della chiesa, raffiguranti San Lorenzo da Brindisi da un lato, l’Immacolata attorniata dai santi sul lato opposto, mentre sul fondo dell'edificio San Leonardo da Porto Maurizio e Sant'Antonio da Padova.
Nel 1919 la chiesetta fu inoltre abbellita dall'artista bresciano Angelo Trainini.